# Kotłomontaż
Kotłomontaż – przedsiębiorstwo założone w 1947 w Siemianowicach Śląskich, od 1990 spółka z ograniczoną odpowiedzialnością. Jej siedziba znajduje się w dzielnicy Bytków przy ul. Łączącej 1.
Przedsiębiorstwo posiada wieloletnie doświadczenie w zakresie konstrukcji stalowych, zbiorników ciśnieniowych i bezciśnieniowych oraz elementów zmiennych do kotłów energetycznych.

## Historia
Tradycje Kotłomontażu sięgają XIX wieku i mają związek z Fabryką Kotłów Parowych Wilhelma Fitznera. W kwietniu 1947 zespół byłych pracowników fabryki Fitznera założył Spółdzielnię Pracy „Kotłomontaż”. Od tamtego momentu następował rozwój przedsiębiorstwa, które podjęło remonty i wykonawstwo urządzeń energetycznych oraz aparatury chemicznej dla zakładów przemysłu chemicznego na terenie całego kraju.
W latach 60. rozszerzono działalność o remonty turbin parowych i rozpoczęto działalność eksportową. Jednocześnie rozpoczęto produkcję elementów zamiennych kotłów parowych i wodnych, wymienników ciepła oraz zbiorników ciśnieniowych z wykorzystaniem najnowszych metod spawania.
W 1990, wyniku prywatyzacji, przedsiębiorstwo przekształcono w spółkę z ograniczoną odpowiedzialnością.

## Działalność

### Produkcja
Przedsiębiorstwo oferuje elementy kotłowe i konstrukcyjne:
- podgrzewacze wody,
- przegrzewacze pary,
- podgrzewacze powietrza,
- rury ekranowe,
- komory i kolektory,
- elementy rurociągów,
- kominy,
- cyklony, multicyklony, kanały spalin,
- konstrukcje stalowe,
- elementy młynów węglowych,
- pompy zbiornikowe pneumatycznego transportu popiołu,
- zbiorniki ciśnieniowe i bezciśnieniowe,
- wymienniki ciepła,
- urządzenia dla przemysłu chemicznego i rafineryjnego,
- konstrukcje stalowe ogólnobudowlane.

Wykonywane konstrukcje i urządzenia są czyszczone do wymaganego stopnia czystości przez śrutowanie, a następnie zabezpieczone antykorozyjnie. Zakład jest wyposażony w nowoczesne urządzenia, wykonuje swoje usługi z materiałów własnych i powierzonych wraz z transportem.

### Remonty, montaże i modernizacje
Usługi remontowo-montażowe i modernizacyjne następujących urządzeń i instalacji energetycznych:
- kotły parowe i wodne,
- instalacje odpylania,
- instalacje odsiarczania,
- kanały spalin, wentylatory i kominy stalowe,
- rurociągi energetyczne i technologiczne,
- maszyny wirnikowe,
- wymienniki ciepła,
- spalarnie odpadów niebezpiecznych i komunalnych,
- oczyszczalnie ścieków,
- konstrukcje stalowe,
- zbiorniki ciśnieniowe i bezciśnieniowe,

Spółka realizuje inwestycje i modernizacje proekologiczne, m.in.:
- instalacje odsiarczania spalin,
- instalacje odpylania spalin,
- instalacje paleniskowe o obniżonej emisji NOx,
- obrotowe podgrzewacze powietrza.

Wykonywane są prace w zakresie modernizacji kotłów pracujących w energetyce i w przemyśle, głównie w aspekcie zagwarantowania dopuszczalnych emisji związków azotu i siarki oraz prace związane ze zmianą paliwa na gaz lub olej.

### Laboratorium Badań Kompleksowych
Laboratorium Badań Kompleksowych prowadzi badania w zakresie następujących urządzeń:
- zbiorniki cylindryczne na ciecze i pozostałe,
- podgrzewacze wody pojemnościowe,
- kotły parowe, wodne i grzewcze,
- urządzenia do przygotowania wody kotłowej,
- trzykotłowe wymienniki ciepła parowo-wodne,
- części kotłów i instalacji kotłowych oraz elementy ciśnieniowe,
- wymienniki ciepła i wyparki do procesów chemicznych.

Wykonywane są następujące rodzaje badań:
- radiograficzne rentgenowskie,
- ultradźwiękowe złączy spawanych i wyrobów hutniczych,
- ultradźwiękowe pomiary grubości,
- badania magnetyczne proszkowe,
- badania penetracyjne,
- statyczna próba rozciągania wyrobów hutniczych i złączy spawanych,
- próba udarności wyrobów hutniczych i złączy spawanych,
- statyczna próba zginania wyrobów hutniczych i złączy spawanych,
- pomiary twardości sposobem Rockwella,
- pomiary twardości sposobem Vickersa,
- badania makroskopowe złączy spawanych,
- badania długości i kata,
- badania geometrii spoin.

Powyższe badania Laboratorium Badań Kompleksowych wykonuje wykorzystując m.in. aparat rentgenowski Balteu, negatoskopy Kavotest, defektoskopy ultradźwiękowe i magnetyczne Krautkramer. Wykonanie oraz badania techniczne są zgodne zobowiązującymi przepisami UDT i TUV. Laboratorium jest uznane przez CLDT w Warszawie.

### Centrum Obróbki Laserowej
Centrum Obróbki Laserowej oferuje usługi w zakresie precyzyjnego cięcia laserowego na maszynie Prima Industrie:
- cięcie laserowe blach,
- cięcie laserowe rur do Ø508,
- znakowanie laserowe.

### Ośrodek Szkolenia Spawaczy
Stałe podnoszenie poziomu technik spawalniczych realizowany jest poprzez własny Ośrodek Szkolenia Spawaczy oraz kadrę inżynierską z licencjami Instytutu Spawalnictwa oraz SLV.
Wykonywane są elementy ze stali węglowych, nisko- i wysokostopowych oraz austenitycznych przy zastosowaniu spawania:
- gazowego,
- łukowego elektrodami otulonymi,
- w osłonie gazów (MIG, MAG, TIG),
- łukiem krytym.